# Joaquim Boixareu i Antolí
Joaquim Boixareu i Antolí (Barcelona, 1959) és un empresari català. Llicenciat en Ciències Empresarials i MBA per ESADE (Barcelona), l'École des Hautes Études Commerciales (HEC) de París i la New York University (NYU).
La seva trajectòria professional ha estat vinculada des dels seus inicis a la indústria metal·lúrgica, on el seu pare va fundar l'any 1945 l'empresa matriu del grup empresarial que avui dirigeix. És accionista i Conseller Delegat d'Irestal Group, multinacional catalana dedicada al processament i distribució d'acer inoxidable i a la fabricació de tub soldat d'acer inoxidable. També és vocal de la Fundació Enciclopèdia Catalana i des de setembre de 2015, membre, membre a títol personal, del Patronat del CIDOB.

## Polèmiques
Va estar imputat pel Cas Nóos l'any 2012 i desimputat 9 mesos més tard. L'any 2016 va admetre que va facturar 30.000 euros de l'Institut Nóos de manera il·legal per a crear la Fundación Deporte, Cultura e Integración Social (FDCIS).